# Chadefaudia balliae
Chadefaudia balliae är en svampart som beskrevs av Kohlm. 1973. Chadefaudia balliae ingår i släktet Chadefaudia och familjen Halosphaeriaceae.   Inga underarter finns listade i Catalogue of Life.